# 音源モジュール
音源モジュール（おんげんモジュール）とは、トーン・ジェネレータともいい、鍵盤などの演奏インターフェイスを分離・排除した、音声生成部のみからなるシンセサイザーである。MIDI規格に基づく音色セットと規定同時発音数を備えた音源は特にMIDI音源と呼ばれる。DTMで使用される目的で作られ、シーケンシャルデータであるMIDIデータを受信して内蔵する音源を発音させることに特化したものはDTM音源とも呼ばれる。

## 概要
シンセサイザーは鍵盤一体型のものが一般的であるが、鍵盤はあくまで演奏情報を入力するインターフェイスの一例に過ぎず、ギターシンセサイザーやウィンドシンセサイザーといった、鍵盤以外のヒューマンインターフェイスから演奏情報を入力するシンセサイザーも存在する。またコンピュータミュージックの場合、演奏にあたる部分をコンピュータが担当するため、鍵盤は不必要である。そこで鍵盤を切り離し、シンセサイザーの音色を合成する部分（製品によってはこれに加え音色を記録する部分と、その記録された音色を再生する部分）を一つのユニットとして独立させたものが音源モジュールである。
これら音源モジュールは演奏インターフェイスを削除した代わりに演奏情報入力端子、多くはMIDI規格準拠の入出力端子を備え、同規格に対応したキーボード、ギタータイプ、木管楽器タイプ（ウインドシンセサイザー）などのMIDIコントローラーを同規格ケーブルにより接続して演奏したり、前述のコンピュータやミュージックシーケンサーによって自動演奏を行う。
音源モジュールは一般に音声出力端子を備え、アンプやスピーカー等を内蔵しない。そのため、音源モジュール単体では音が鳴らず、⌀3.5ステレオジャック（多くはモニター用）、RCAジャックなどにヘッドフォンやミキサー・アンプ・スピーカー等を接続して用いる。

## 外形規格
スタジオやステージで音響機器の設置には19インチラックと呼ばれる横幅およそ483 mmに規格化された収納枠が用いられる。各種機器はこのラックに収納して前面で操作、背面で接続するように設計される。ラック収納機器は高さ寸法も規格化されており、1Uは44.43 mm、2Uは88 mm、3Uは138 mmである。プロユース音源モジュールの筐体は、概ねこの規格のいずれかに準拠している。
ラック幅の半分、ラックに横並びに二つ収納出来る横幅220 mm前後の筐体幅をハーフラックサイズと呼び、主にDTM用パソコン周辺機器としての音源モジュールはスタジオユースも視野にいれてこの寸法と配置に準拠する。
ラック収納を考慮しないポータブル・ホビーユース機器は外形寸法や操作系配置も自由に設計され、ヤマハのMU5、MU10、MU15など、VHSビデオテープサイズにあわせているものもある。

## シンセサイザーモジュールとDTMモジュール
演奏機構を切り離したシンセサイザーという定義に忠実なプロユース機器は、シンセサイザー・モジュールとも呼ばれる。これらはディスプレイやボタン、ロータリーエンコーダ等の操作子を持ち、これらを駆使して音色の変更、修正や、パートごとの音量や定位の変更、ユーザ作成音色の本体内記憶が可能であり、安定性の低さから現場・本番で忌避されがちなパソコンの援用を基本的に必要としない。このカテゴリーには規格化された同時発音数や音色セットに拘束されない、各種発音原理による高品位モノフォニック音源モジュールなども多い。
一方で、パソコンやミュージックシーケンサーとの接続を大前提とする、DTMを主眼に設計され、同時発声数と音色配置規格に準拠したプリセット音色を備えるポリフォニックモジュールは、DTMモジュールともよばれる。
DTMに用いられるモジュールの上位機種はスタジオユースを視野に入れ、シンセサイザーモジュール並の独立操作系や音色記憶機構を備えるが、それらを省き、電源と音量以外の全てをパソコンもしくはシーケンサからの制御に委ねて部品数とコストの削減を図った製品も存在する。特に、作成音色の記憶機能のないものは単独のプロユースには耐えないため、そういった音源モジュールを特にDTM（専用）音源と呼ぶ場合がある。それらの場合、音色変更は演奏データに埋め込まれており、そのデータを受けて一時的にプリセット音色を変更、修正して再生するという形をとっている。

## GM、GS、XG
他の機種でもMIDIデータを再生できるようにするため、DTM音源では音色配列を揃えている。メーカーの枠を超えたGM、ローランドの社内規格GS、ヤマハの社内規格XGがある。

## 発音機構
音源モジュールが内蔵する音源方式は、鍵盤タイプのシンセサイザーとほぼ同じバリエーションがあり、アナログ音源、FM音源、LA音源、PCM音源、物理モデル音源、バーチャルアナログ音源などが挙げられる。

## 楽器メーカーの製品ラインナップの中での音源モジュールの位置付け
楽器メーカーでは、同一音源部を持った鍵盤一体型シンセサイザーと音源モジュールを同時開発し、系列商品として併売することが多い。この場合、音源モジュールは鍵盤を持たない分廉価に売価設定されるが、発音性能は鍵盤一体型に遜色ない（製品によっては超える）仕様であることが多い。
プロユースのシンセサイザーモジュールでは、演奏を主眼として高品位鍵盤と組み合わせた一体型が併売される。但し、ウィンドシンセサイザーやギターシンセサイザーからの演奏を視野に入れて開発されたシンセサイザーモジュールは、キーボード一体型モデルがラインナップされないケースがある（ヤマハ社VL70-mやFS1Rなど）。
また、音源モジュールは鍵盤を持たない分、自由度と拡張性に優れる特徴を持たせる設計が一般的だが（例1：ローランド社のキーボード一体型のXP-80より、音源モジュールJV-2080の方が別売拡張ボードを搭載できる数が多い）、音源モジュールは前述ラックサイズの制約を受けるため、鍵盤幅に規定された結果逆に内部空間に余裕のある鍵盤一体型のほうが拡張性に優れる場合もある（例2：KORG社のシンセサイザーTRINITYに対し、その音源モジュール版とされるTR-RACKは物理モデル音源部の増設やRAMの増設が行えない）。
ローランド社SCシリーズやヤマハ社MUシリーズといったDTM用の音源モジュールはコンピュータとの演奏を主とするため、鍵盤一体型が設定される場合も入力補助用に中級以下の鍵盤機構で価格を抑え、キーボードタイプが存在しないモデルも多い。
音源モジュール・キーボードに更にシーケンサとスピーカも複合したミュージックワークステーションと呼ばれる全てを一台でこなすシステムや、電子ピアノなど特定分野の音色の高品位化に注力した楽器では、そのトータルバランスがその製品の重要な位置を占め、既に存在するユニットを組み合わせて一つの筐体に収めただけでは商品として成立せず、一貫思想で全てを再設計することが多い。そのため、逆に各々の機能を分割して商品化することもまた行われないのが通例である（例3：TRITONシリーズのSTUDIO、Extreme、Leにはモジュール版が存在せず、またヤマハのWシリーズやSシリーズ、EOSシリーズなども音源モジュールはない）。

## 主な音源モジュール
ヤマハ
- MOTIF-RACK XS
- MOTIF-RACK ES
- MOTIF-RACK
- EX5R
- VL1-m
- TG77
- MU2000
- MU128
- MU100
- MU90
- MU80

ローランド
- INTEGRA-7
- Fantom XR
- V-Synth XT
- VariOS
- XV-5080
- XV-5050
- JV-2080
- JV-1080
- JP-8080
- JD-990
- SD-90
- SC-D70
- SC-8850
- SC-88Pro
- SC-88VL
- SC-88
- SC-55mkII
- SC-55

KORG
- TRITON-Rack
- TR-Rack
- MS2000
- 01R/W
- M1R